# Омсукчанский хребет
Омсукча́нский хребе́т — горный хребет системы Колымского нагорья в России на территории Магаданской области.
Длина — 300 км, максимальная высота — 1828 метров (гора Невская). Вытянут в меридиональном направлении горной цепью шириной до 40 км.
Хребет сложен эффузивами, песчаниками и сланцами. Имеются месторождения олова, золота, серебра.
Рельеф южной части хребта характеризуется среднегорьем, в северной части хребта вершины и гребни резко очерчены. Гребневая  часть представлена крутыми осыпными склонами с выходами разрушенных скал.
Склоны хребта покрыты лиственничным редколесьем, выше 800 м сменяемым горной тундрой и каменистыми россыпями.
Через среднюю часть хребта проходит ответвление Колымского тракта — Омсукчанская трасса. Вдоль неё расположено несколько рабочих посёлков.